# Actinidia deliciosa
Actinidia deliciosa —comúnmente llamada kiwi o kivi— es una planta trepadora originaria de una gran área de China, sobre todo de los bosques del valle del río Yangtsé. Introducida en Nueva Zelanda en 1904, fue cultivada desde entonces en muchas regiones templadas por su fruto comestible, el kiwi.
El nombre «kiwi» le fue otorgado en Nueva Zelanda, posiblemente por una remota similitud de aspecto entre el fruto cubierto de vellosidades y el ave kiwi.[cita requerida]

## Descripción
Esta especie es una vigorosa trepadora semileñosa de hábito caducifolio y porte arbustivo que puede alcanzar los 9 metros de altura. Las hojas, de unos 7,5 a 12,5 cm de largo, son alternas, largamente pecioladas, de forma oval o casi circular y cordadas en la base. Las hojas jóvenes están cubiertas de vellosidad rojiza, mientras que las adultas carecen de vellosidad, con el haz de color verde oscuro y el envés blanquecino con prominentes nervaduras de color claro. Las fragantes flores, de 2,5 a 5 cm de diámetro, son dioicas o unisexuales y surgen solitarias o en grupos de tres en las axilas de las hojas. Tienen 5 o 6 pétalos de color blanco al abrirse, tornándose después amarillos. Los estambres son muy numerosos en las flores de ambos sexos, aunque las femeninas carecen de polen viable y ninguna de las dos contiene néctar.
Al ser plantas dioicas (flores masculinas y femeninas en diferente planta) los dos sexos se deben plantar muy próximos para que se produzca la polinización, esta la llevan a cabo las abejas; en las plantaciones usualmente se distribuyen colmenas para facilitar esta tarea.

### Fruto
El fruto es una baya oval de unos 6,25 cm de largo, con piel delgada de color verde parduzco y densamente cubierta de unos pelillos rígidos y cortos de color marrón. La pulpa, firme hasta que madura completamente, es de color verde brillante jugosa y con diminutas semillas negras dispuestas en torno a un corazón blanquecino. Tiene un sabor subácido a bastante ácido, similar al de la grosella o la fresa. Suele ser un alérgeno frecuente, sobre todo su piel.
|                     |
| Detalle de un tallo |

|                                           |
| Haz de una hoja (cara superior o adaxial) |

|                                             |
| Envés de una hoja (cara inferior o abaxial) |

|               |
| Flor femenina |

|                |
| Flor masculina |

|        |
| Frutos |

## Historia
El testimonio más antiguo del uso del kiwi como planta frutal y ornamental se remonta a la dinastía Ming, en el 1200 d. C. La primera reseña de su uso medicinal remite al 300 a. C. La planta fue descrita hacia el año 1400 por Chiu-Huan Pen T'sao. En 1845 Robert Fortune fue el primer europeo en informar sobre ella. El kiwi no tuvo difusión fuera de China hasta mediados del siglo XX, cuando se desarrolló comercialmente en Nueva Zelanda.
China lidera actualmente la producción de kiwi en el mundo, seguida de Italia, Nueva Zelanda, Chile, Grecia, Francia y Turquía.

## Taxonomía
Actinidia deliciosa fue descrita por A. Chev., C.F. Liang y A.R. Ferguson y publicado en Guihaia 4: 181. 1984.
Sinonimia
- Actinidia chinensis f. chlorocarpa C.F.Liang
- Actinidia chinensis f. lingipila C.F.Liang y R.Z.Wang
- Actinidia chinensis f. longipila C.F.Liang y R.Z.Wang
- Actinidia chinensis var. deliciosa (A.Chevalier) A.Chevalier
- Actinidia chinensis var. hispida C.F.Liang
- Actinidia deliciosa var. chlorocarpa (C.F.Liang)	C.F.Liang y A.R.Ferguson
- Actinidia deliciosa var. coloris T.H.Lin y X.Y.Xiong
- Actinidia deliciosa var. longipila (C.F.Liang y R.Z.Wang)	C.F.Liang y A.R.Ferguson
- Actinidia latifolia var. deliciosa A.Chevalier[4]

## Propagación

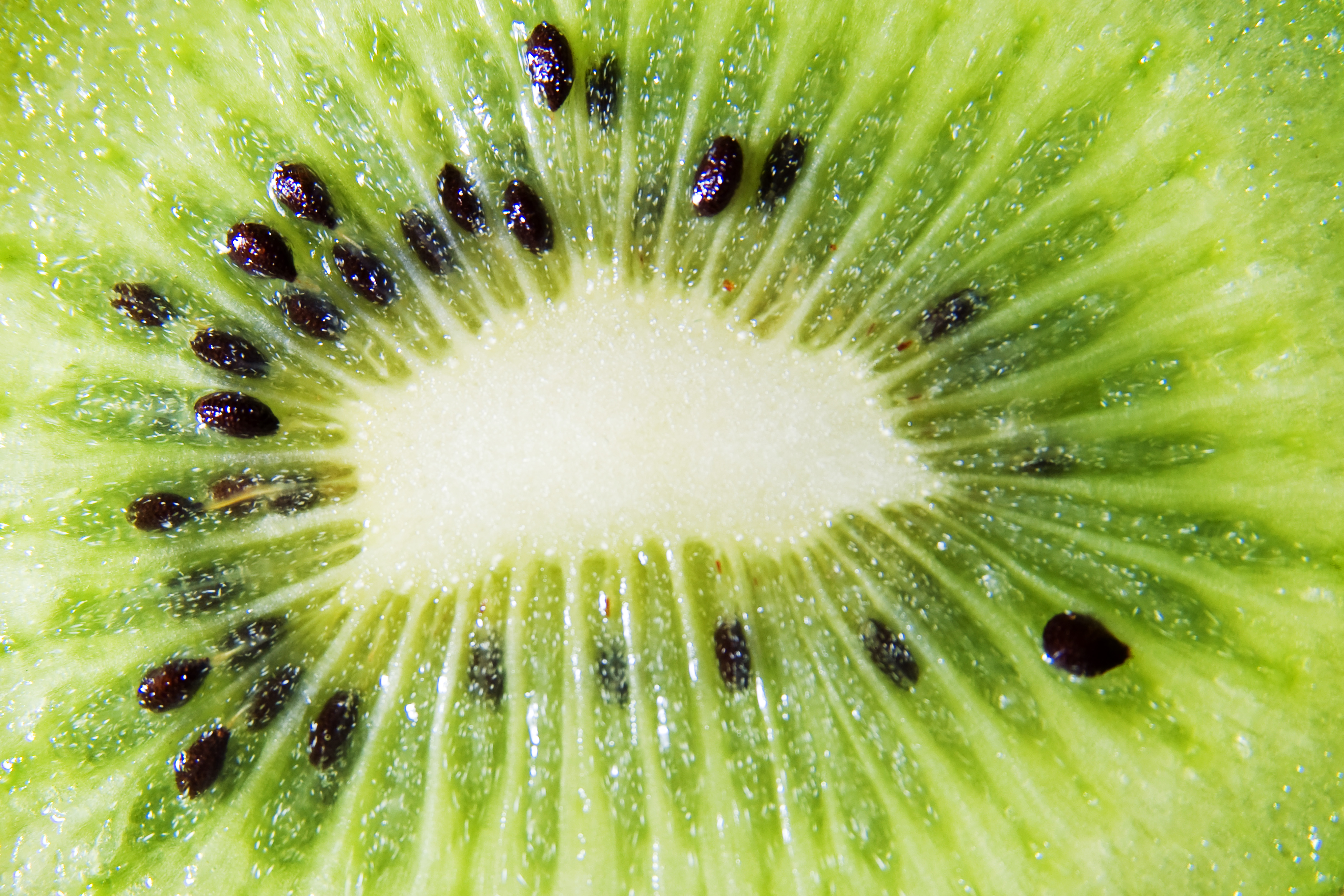
Corte del fruto que deja a la vista sus semillas de color pardo muy oscuro. Su número puede superar las mil por fruto, y se pueden usar para la propagación de la especie.

La propagación de Actinidia deliciosa puede realizarse por vía sexual —es decir, por semilla— o por vía asexual, por estaca o por injerto.
Las plantas que proceden de semilla son por lo general heterogéneas y suelen dar lugar a un porcentaje importante de plantas masculinas, por lo cual no es aconsejable usarlas como portainjertos.
La propagación por estacas de tallo semiherbáceas, cortadas durante el período estival, es la más usada por los viveristas por los buenos resultados que se obtienen. Cada estaca contiene 2-3 entrenudos con 1-2 hojas, cuyo limbo se corta a la mitad para disminuir la evapotranspiración. Para facilitar el enraizamiento de las estacas suelen tratarse con ácido indolbutírico 2000 ppm. Las estacas, colocadas en un sustrato de turba y perlita o vermiculita bajo un sistema de niebla artificial (mist), enraízan en el término de cuarenta días.
Los injertos son métodos valiosos para la propagación de Actinidia. Los más usados son el injerto de hendidura inglés, el injerto de incrustación y el injerto de empalme oblicuo, entre otros.

## Variedades y cultivares
Existen dos variedades:

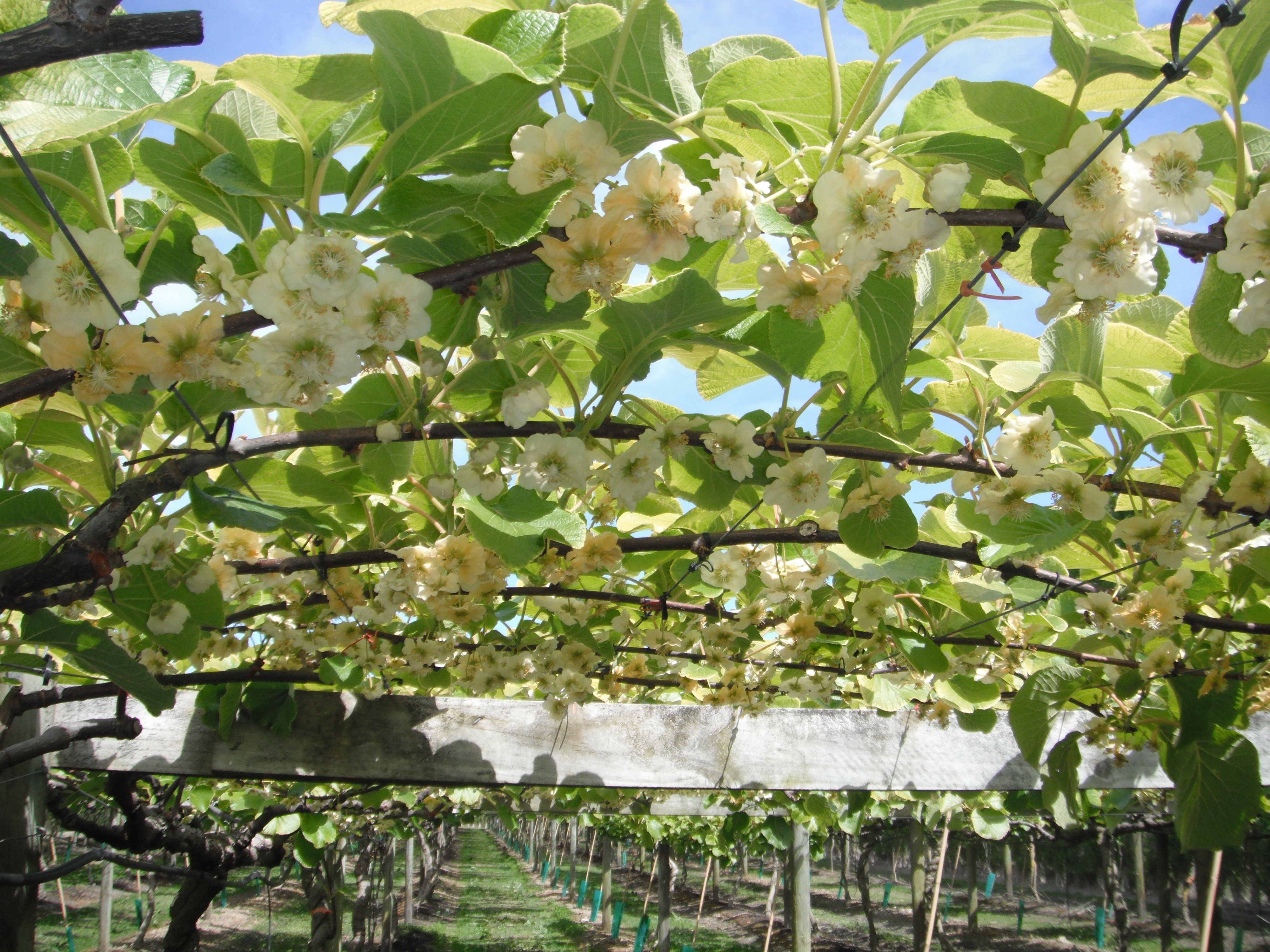
Cultivo de Actinidia deliciosa en floración.

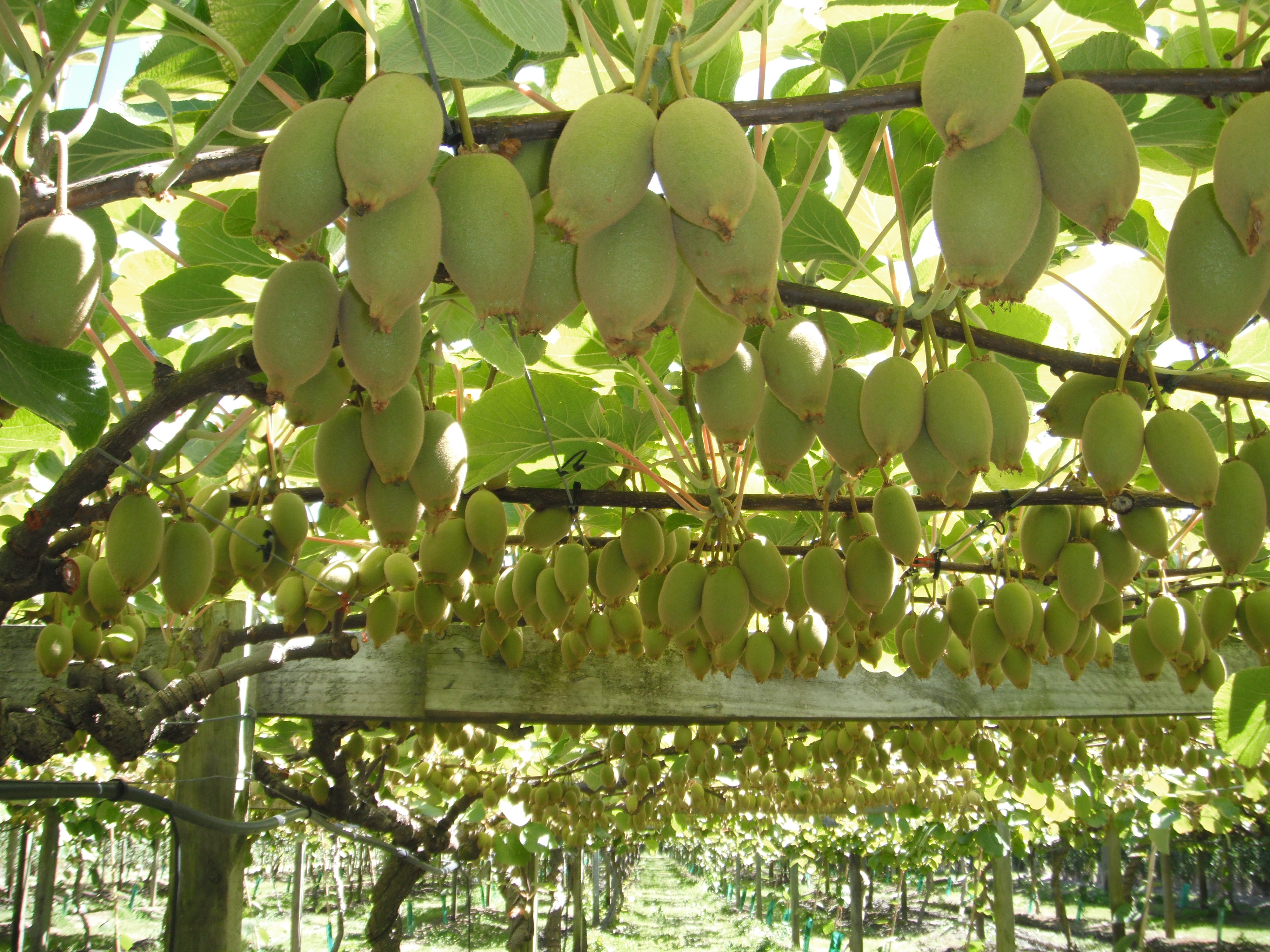
Cultivo durante el crecimiento de los frutos.

- Actinidia deliciosa var. chlorocarpa
- Actinidia deliciosa var. deliciosa

Los cuatro cultivares principales en China son:
- Zhong Hua
- Jing Li
- Ruan Zao
- Mao Hua

En Nueva Zelanda los cultivares más importantes son:
- Abbott
- Allison
- Bruno
- Hayward
- Monty
- Greensill
- Gracie
- Jones
- Elmwood

### Polinizadores
Un buen polinizador debe tener una floración abundante y escalonada, que se prolongue lo más posible y que coincida con la floración de la/s variedad/es a polinizar. Las dos variedades descritas por los neozelandeses son Matua y Tomuri. Ambas demostraron tener excelentes características. Matua florece un poco más temprano, y su floración puede ser demasiado anticipada para polinizar a Hayward. Tomuri es especialmente indicada para este propósito.